# فريدريك أشتون
السير فريدريك ويليام مالانداين آشتون (17 سبتمبر 1904 - 18 أكتوبر 1988)، راقص ومصمم رقصات عالمي، تقلَّد وسام الاستحقاق (OM) وحمل وسام الشرف (CH) وحصل على رتبة الإمبراطورية البريطانية. يرى كثيرون أن فريدريك هو مصمم الرقصات الذي أسس فرقة الباليه الملكي في لندن، غير أنه أخرج العديد من أعمال الأوبرا والأفلام والأعمال المسرحية الساخرة وصمم رقصاتها.

## فترة الطفولة
ولد أشتون في مدينة غواياكيل التي تقع في الإكوادور في المنطقة الفنية التي تُعرف باسم لاس بيناس (Las Peñas) والتي تُعد مركز المدينة الرئيسي الأصلي.
وعندما بلغ الثالثة من عمره انتقل مع أسرته إلى ليما عاصمة بيرو.
وفي الثالثة عشرة من عمره شهد حدثًا غيَّر مسار حياته حيث حضر مسرحية راقصة الباليه الأسطورة أنا بافلوفا (Anna Pavlova) في مسرح بلدية ليما في بيرو. وأعجب أشتون بشدةٍ بهذه المسرحية وعزم من يومها على أن يصبح راقصًا.

## الحياة العملية
ذهب أشتون عام 1919 إلى إنجلترا ليلتحق بـكلية دوفر ويدرس فن تصميم الرقصات على يد مصمم الرقصات الشهير ليونيد ماسيين (Léonide Massine)، كما أنه أقام علاقة عمل مع فرقة الباليه التي تنتمي إلى الراقصتين ماري رامبرت (Marie Rambert) ونينيت دو فالويس (Ninette de Valois)، حيث كان يطمح في أن يصبح راقص باليه شهيرًا، ولكن تأخره في الدخول في مجال الرقص ونحافة جسمه صعَّبا عليه تحقيق هذا الهدف. ومع ذلك اكتشفت رامبرت موهبة أشتون في تصميم الرقصات وأتاحت له فرصة تصميم رقصات عرض الباليه الأول لها تراجيديا الموضة (The Tragedy of Fashion) في عام 1926 والذي يُعد بداية لمشوار مهني ناجح في مجال تصميم الرقصات.
بدأ أشتون مشواره المهني مع فرقة باليه رامبرت التي كانت تُعرف في الأصل باسم نادي الباليه، وزادت شهرته مع فرقة الباليه فيك ويلز (Vic-Wells) (التي أصبحت فيما بعد سادلر ويلز (Sadler Wells) للباليه قبل أن تتم تسميتها فرقة الباليه الملكي) حيث أصبح مصمم الرقصات المقيم بها في العقد الرابع من القرن العشرين. وتتمثل المسرحيات التي تم إنتاجها خلال هذا العقد في مسرحية Les Patineurs ومسرحية Les Rendezvous ومسرحية A Wedding Bouquet.
أوحت الحرب العالمية الثانية إلى أشتون بتصميم رقصاتٍ يطغى عليها الطابع الحزين مثل Dante Sonata (التي أعيد تصميمها مؤخرًا بعد أن ضاع مغزاها)، وبعد انتهاء الحرب حوَّل أشتون نشاطه إلى باليه (plotless) حيث صمم بعض الرقصات مثل السيمفونيات وScènes de ballet.
شهدت الفترة التي انتهت خلالها الحرب أول عرض باليه شهير لأشتون والذي يتكوَّن من ثلاثة فصول وتقَدمه إحدى فرق الباليه البريطانية وهو يتمثل في نسخته من مسرحية الملحن سيرغي بروكوفييف سندريلا (1948)، ثم صمم بعد ذلك رقصات باليه سيلفيا (Sylvia) (1952) وأوندين (Ondine) (1958) خصيصًا لعرض موهبة راقصة الباليه مارجوت فونتين (Margot Fonteyn) الفاذة وموسيقى الملحن هانز ويرنر هينز (Hans Werner Henze). وبرغم أن أوندين (Ondine) كان أحد عروض الباليه التي يقدمها مسرح فونتين (Fonteyn) إلا أن باليه مارغريت وأرماند (Marguerite and Armand) الذي قدَّمه راقص الباليه رودولف نورييف (Rudolf Nureyev) أظهر مدى تميُّز مسرح فونتين. نجحت النسخة التي قام أشتون بتعديلها من باليه الابنة المنفلتة (La fille mal gardée) نجاحًا باهرًا، كما ظل عرض travesti الكوميدي الذي قدمته الأخت غير الشقيقة القبيحة في سندريلا مع راقص الباليه روبرت هيلبمان يقدَّم مرة كل عام لعدة سنوات.
قضى أشتون الفترة من عام 1963 إلى عام 1970 مديرًا لفرقة الباليه الملكي، حيث صمم لهذه الفرقة العديد من الرقصات الجديدة التي قدَّمها راقص الباليه أنتوني تودور (Antony Tudor)، كما يرجع له الفضل في بقاء العديد من عروض باليه الراقصة برونيسلافا نيجينسكا (Bronislava Nijinska) من خلال تصميم رقصات باليه Les noces وLes biches اللتين تقدمهما هذه الراقصة. كما أنه قام بإحياء عملَين بارزَين من أعمال مصمم الرقصات جورج بالانشاين (George Balanchine) مما جعله مدير فرقة بارزًا في عصره.
كما أنه نجح في تصميم رقصات الأفلام والأعمال المسرحية الساخرة والمسرحيات الغنائية علاوةً على نجاحه في تصميم رقصات الباليه. كما أنه أخرج بعض أعمال الأوبرا عام 1953 والتي تتمثل في أوبرا أورفيوس ويوريديس (Orpheus and Eurydice) التي لحَّنها جلاك (Gluck) وغنَّتها كاثلين فيريير (Kathleen Ferrier) في كوفنت غاردن (Covent Garden). وفي عام 1971 قام أشتون بأداء دور مدام تيجي وينكل (Mrs. Tiggy-Winkle) في فيلم الباليه الملكي حكايات بياتريكس بوتر (The Tales of Beatrix Potter) الذي صمم رقصاته أيضًا. كما تولى أشتون تصميم سلاسل الرقص في فصل «العاشق الغيور» من فيلم قصة العشاق الثلاثة (The Story of Three Loves).
توفي أشتون عام 1988 في موطنه الأصلي Chandos Lodge الذي يقع في آي، سوفولك بإنجلترا.

## الحياة الشخصية
كان السير فريدريك أشتون رجلاً مثليًّا حسبما جاء في سيَره الذاتية مثل Secret Muses: قصة حياة فريدريك أشتون (The Life of Frederick Ashton).
وكان أشتون من أصدقاء عائلة باجيت (Paget) المقربين، كما أنه اعتاد زيارة مقر العائلة الذي يقع في Plas Newydd حيث وقعت في غرامه إحدى بنات باجيت والتي تُدعى السيدة روز (Lady Rose) لسوء حظها لأنه رفض التقدم لخطبتها وفي وقتٍ من الأوقات أعاد إليها خطاباتها بعد أن صحح الأخطاء الإملائية بها، وبرغم ذلك، فقد ظلوا أصدقاء.
أصبح ابن شقيق أشتون أنتوني روسل روبرت (Anthony Russell-Roberts) مدير فرقة الباليه الملكي في الفترة من عام 1983 إلى عام 2009.

## مظاهر التكريم
منحت الأكاديمية الملكية لفنون الرقص أشتون جائزة تتويج الملكة إليزابيث الثانية عام 1959. وفي عام 1962 تم تكريمه على ما قدَّمه في مجال الباليه. وتقلَّد في نفس العام وسام جوقة الشرف الفرنسي. وحصل على وسام دانيبروغ في عام 1963، ومُنح الجائزة الذهبية من مؤسسة لحن كارينا (Carina Aria Foundation) السويدية في عام 1972.

## كتابات أخرى
- Frederick Ashton: a choreographer and his ballets by Zoë Dominic and John Selwyn Gilbert. London: Harrap, 1971. ISBN X
- Frederick Ashton and his ballets by ديفيد هيو (صحفي). London: A. and C. Black, 1977. ISBN X
- Secret Muses: The Life of Frederick Ashton by Julie Kavanagh. London: Faber, 1996. ISBN
- Following Sir Fred's Steps: Ashton's Legacy edited by Stephanie Jordan and Andrée Grau. London: Dance Books, 1996. ISBN (also available in an online edition - see below)
- A network of Styles: Discovering the Choreographed Movement of Frederick Ashton by Geraldine Morris. University of Surrey, 2000.

## وصلات خارجية
- فريدريك أشتون على موقع IMDb (الإنجليزية)
- فريدريك أشتون على موقع الموسوعة البريطانية (الإنجليزية)
- فريدريك أشتون على موقع مونزينجر (الألمانية)
- فريدريك أشتون على موقع قاعدة بيانات برودواي على الإنترنت (الإنجليزية)
- فريدريك أشتون على موقع قاعدة بيانات الفيلم (الإنجليزية)
- Ballet.co Ashton pages
- Following Sir Fred's Steps
- Parents
- Frederick Ashton's "Cinderella" ballet
- David Vaughan's chronology of Ashton ballets
- Notes on the 'Fred Step' by Alastair Macaulay
- Dover College
- Danceview's Ashton Archive نسخة محفوظة 31 مارس 2006 على موقع واي باك مشين.
- Tutu Revue essay by Clive Barnes
- Rambert Dance Company's Ashton pages نسخة محفوظة 4 مايو 2006 على موقع واي باك مشين.
- London Theatre Museum's Ashton pages نسخة محفوظة 13 أغسطس 2006 على موقع واي باك مشين.
- Archive film of Frederick Ashton's Thais Pas de Deux performed by Nina Ananiashvili and David Ananeli in 2010 at Jacob's Pillow